# Paracorallium
Genre
Paracorallium est un genre de coraux de la famille des Coralliidae. Il n'est pas accepté par WoRMS qui l'intègre au genre Corallium.

## Liste des espèces
- Paracorallium inutile (Kishinouye, 1903).
- Paracorallium japonicum (Kishinouyi, 1903) - corail rouge, aka, sang de bœuf[1].
- Paracorallium nix (Bayer, 1996).
- Paracorallium salomonense (Thomson & Mackinnon, 1910).
- Paracorallium stylasteroides (Ridley, 1882).
- Paracorallium thrinax (Bayer & Stefani in Bayer, 1996).
- Paracorallium tortuosum (Bayer, 1956).

## Protection
Lors de la quinzième réunion de la Conférence des parties, à Doha (Qatar), du 13 au 25 mars 2010, le genre Paracorallium dans son ensemble est proposé par les États-Unis et l'Union européenne pour l'inscription à l'annexe II de la Convention sur le commerce international des espèces menacées (CITES). Le commerce en serait alors strictement réglementé. L'espèce Paracorallium japonicum est déjà inscrite, en 2008, à l'annexe III, à la demande de la Chine, en raison de sa valeur commerciale. Le commerce de Paracorallium japonicum nécessite un permis d’exportation et un certificat d’origine.

## Pêche
Les premières colonies de Paracorallium sont découvertes dans le Pacifique, au large du Japon, au début des années 1800, mais elles ne sont exploitées qu'à partir des années 1870. La pêche, au Japon, est encadrée par les préfectures. Des licences sont délivrées et des zones de pêche délimitées. À Taiwan, 56 navires ont droit à une licence de pêche, et les prélèvements sont limités à 120 kg par bateau et par an.

## Distribution
Le genre Paracorallium se rencontre dans le Pacifique de l'ouest, au large du Japon, d'Okinawa, des îles Bonin, de la Nouvelle-Calédonie, des Samoas occidentales, de Hawaï (détroit de Pailolo), des Tongas et du Vanuatu, dans l'océan indien, dans l'archipel des Chagos et à Maurice, et en mer de Chine du sud. Il vit entre 80 m et 450 m de profondeur.